# Elvin Santos
Elvin Ernesto Santos Ordóñez (ur. 18 stycznia 1963 w Tegucigalpie), honduraski polityk, wiceprezydent Hondurasu w latach 2006-2008. Kandydat w wyborach prezydenckich w listopadzie 2009.

## Życiorys
Elvin Santos urodził się w 1963 w Tegucigalpie jako najstarszy z czworga dzieci inżyniera Elvina Santosa Lozano i Sonii Santos Ordóñez. Ukończył inżynierię lądową na Lamar University w Beaumont w USA. W czasie studiów był przewodniczącym ruchu studenckiego.
Po studiach rozpoczął własną działalność gospodarczą. Został współwłaścicielem firmy budowlanej Santos y Compañia, w której zajmuje stanowisko dyrektor generalnego. Wchodził także w skład Rady Przedsiębiorczości Prywatnej Hondurasu (COHEP).
W wyborach generalnych w listopadzie 2005 został wybrany wiceprezydentem Hondurasu u boku Manuela Zelayi. Urząd ten zajmował od 27 stycznia 2006 do 18 grudnia 2008. Zrezygnował ze stanowiska, by móc wziąć udział w wyborach prezydenckich w listopadzie 2009.
We wrześniu 2008 Najwyższy Trybunał Wyborczy nie dopuścił Santosa do udziału w prawyborach prezydenckich Partii Liberalnej Hondurasu (PLH, Partido Liberal de Honduras). Argumentował to pełnieniem przez niego, jako wiceprezydenta Hondurasu, obowiązków głowy państwa w czasie nieobecności w kraju prezydenta Manuela Zelayi. 30 listopada 2008 w prawyborach PLH w zastępstwie Santosa wystartował i zwyciężył Mauricio Villeda. 14 grudnia 2008 Villeda wycofał się jednak ze startu w wyborach z ramienia Partii Liberalnej na rzecz Elvina Santosa. Po rezygnacji ze stanowiska wiceprezydenta, w lutym 2009 Kongres Narodowy ostatecznie zezwolił Santosowi na udział w wyborach prezydenckich jako kandydatowi Partii Liberalnej.
Po zamachu stanu w Hondurasie w czerwcu 2009 i obaleniu prezydenta Manuela Zelayi, Santos uznał przeprowadzenie wyborów w dniu 29 listopada 2009 za zgodne z prawem z powodu ich ogłoszenia przed Najwyższy Trybunał Wyborczy w maju 2009, w więc jeszcze przed dokonaniem przewrotu. 16 września 2009, razem z trzema innymi kandydatami, wyraził poparcie dla przedstawionego przez prezydenta Kostaryki Oscara Ariasa planu pokojowego, tzw. Porozumienia z San José, nie wezwał jednak bezpośrednio rządu tymczasowego Roberto Michelettiego do jego przyjęcia. Kampania wyborcza w Hondurasie, rozpoczęta 29 sierpnia 2009, pozostawała w cieniu toczącego się konfliktu politycznego.
Elvin Santos jest żonaty od 1990 z Becky Manzanares, ma czworo dzieci.